# Oh Father
«Oh Father» — песня Мадонны из её четвёртого альбома Like a Prayer. «Oh Father» — это трагическая баллада, повествующая о сложных отношениях Мадонны с её отцом. Песня была выпущена четвёртым синглом с альбома. Вживую песня исполнялась лишь один раз, как попурри с «Live to Tell» во время турне Blond Ambition World Tour.

## Видеоклип
Полубиографический видеоклип на песню был снят Дэвидом Финчером в конце октября 1989 года. Стиль съёмки в чёрно-белом клипе был взят из фильма «Гражданин Кейн». Видеоклип присутствует в сборнике видео The Immaculate Collection. В клипе присутствует сцена, где девочка подходит к гробу матери, рот матери зашит. По словам Мадонны, это действительно было, когда она смотрела на рот матери в гробу.

## Переиздание
Песня была перевыпущена вторым синглом со сборника Something to Remember. На обложке сингла был кадр из клипа. Сингл был выпущен только в Великобритании и Ирландии, где ранее не издавался.

## Список композиций

### Релиз 1989 года
CD-сингл
1. «Oh Father» (отредактированная) — 4:20
2. «Pray for Spanish Eyes» — 5:15

7"/Кассета
1. «Oh Father» (отредактированная) — 4:20
2. «Pray for Spanish Eyes» — 5:15

### Перевыпуск 1995 года
Кассета
1. «Oh Father» (альбомная версия) — 4:58
2. «Live to Tell» (живая версия с концерта Ciao Italia) — 6:22

CD-сингл
1. «Oh Father» (альбомная версия) — 4:58
2. «Live to Tell» (живая версия с концерта Ciao Italia) — 6:22
3. «Why’s It So Hard» (живая версия с концерта The Girlie Show) — 5:12

## Чарты
| Чарт (1989/96)                                     | Наивысшая позиция |
| -------------------------------------------------- | ----------------- |
| Австралийский ARIA Singles Chart (1989)            | 59                |
| Eurochart Hot 100 Singles (1996)                   | 62                |
| Finland Singles Chart (1996)                       | 6                 |
| Французский SNEP Singles Chart (1989)              | 26                |
| Японский Oricon International Singles Chart (1989) | 12                |
| Irish Singles Chart (1996)                         | 25                |
| Italian Singles Chart                              | 6                 |
| UK Singles Chart (1996)                            | 16                |
| Американский Billboard Hot 100 (1989)              | 20                |

## Участники записи
| - Мадонна — автор песни, продюсер - Патрик Леонард — автор песни, продюсер, аранжировщик - Билл Мейерс — аранжировщик - Брюс Гайч — акустическая гитара - Честер Камен — гитара - Гай Пратт — бас , программирование барабанов - Чак Финдли — аранжировщик, латунь | - Донна Де Лори — бэк-вокал - Ники Харис — бэк-вокал - Паулиньо да Коста — перкуссия - Херб Ритц — фотограф на обложке |